# 日本の竜

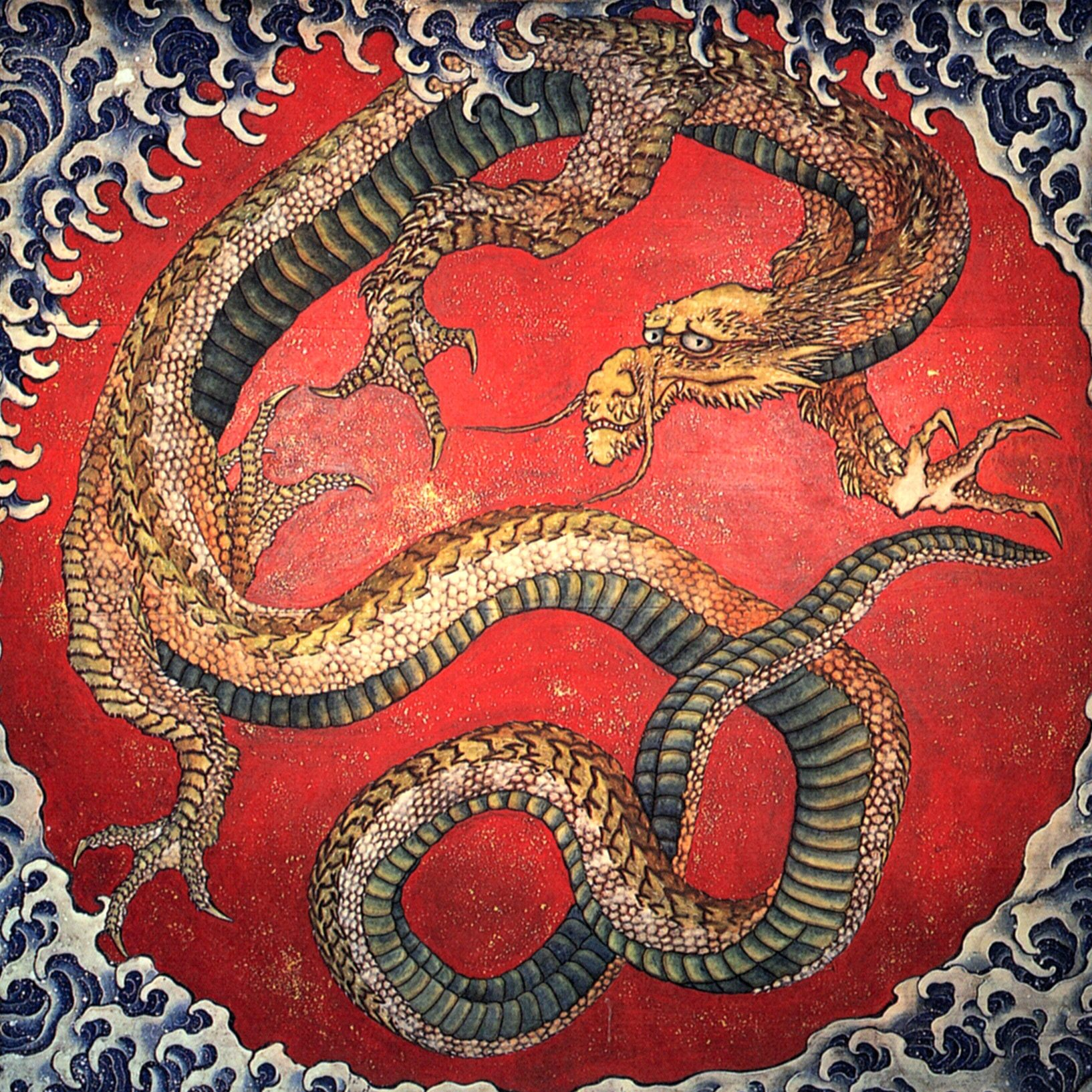
『竜図』（葛飾北斎画）

日本の竜（にほんのりゅう）では日本における竜について記述する。
竜（旧字体：龍󠄂、呉音: りゅう、漢音: りょう、訓読み: たつ）は古代中国に発する想像上の動物であり、その観念や造形は日本にも伝播した。

## 日本文化の竜
中国から弥生時代には現在の竜のモチーフが日本にもたらされており、和泉市にある紀元一世紀頃の池上曽根遺跡から、胴をくねらせ三角の無数の突起を持つ動物が描かれた壺が出土している。こうした弥生竜の図柄を持った遺物は日本全国で30点あまり発見されている。この時代の日本人は竜の確乎たるイメージを持っていなかったため、中国の竜の正確な模倣はできなかった。一方では、最初の弥生人は江南地域の竜蛇信仰を持つ海神族の流れであるとする説があり、大陸から竜と共に渡ってきたとされる（『魏志倭人伝』に、越人が入れ墨をして蛟竜を避ける風習に似て、倭人も入れ墨で大魚水禽の難を避けると記述される）。
日本神話は、海神族を竜宮の八尋和邇などとしており、天孫の地神五代と八尋和邇の玉依姫との間に初代天皇である神武天皇を設け、また、日本海を中心とした高志(後に越)の八岐大蛇に自然崇拝を現して、日本神話を語っている。そして、国津神に属する大国主神、大物主神、建御名方神などが蛇体・竜神として描かれた。
天皇の権威の象徴は、日本では竜の剣として表している。
科学史家の荒川紘は、五爪の竜は、中国では皇帝の象徴であるから、日本では天皇の権威の象徴として用いられることはなかったと述べ、その背景には中国をただ模倣するのではなく日本の天皇の中国に対する独自性を宣揚しようとの意図があったのではないかとみている。また、日本の竜は、蛇、魚の群れや魚との区別があいまいで多種多様な姿形と性格を呈しており、それは江南の竜蛇信仰と混淆して更に外来文化の竜が接木された結果であろうと推察している。
平安時代になり、『法華経』や密教が滲透するにつれて日本の竜は明確に独自性を帯びてくる。9世紀には室生寺に「竜穴」の記録が現れ、雨乞い信仰が行われるようになった。竜穴はその後も日本各地の寺社に現れ、中世には竜穴同士は地下で繋がっており、竜もしくは蛇竜が行き来しているという観念が生まれた。戦では、戦勝と守り神に竜を象る剣や兜が用いられた。中世末になると、戦国大名の里見義頼は竜が描かれた印判を使用するようになる。

### 日本神話
日本神話では、神産みにおいて伊邪那岐神が迦具土神を斬り殺した際に竜神が生まれたとしている。『古事記』及び『日本書紀』の一書では、剣の柄に溜った血から闇御津羽神（クラミツハノカミ）とともに闇龗神（クラオカミノカミ）が生まれ、『日本書紀』の一書では迦具土神を斬って生じた三柱の神のうちの一柱が高龗神（タカオカミノカミ）であるとしている。龗（オカミ）は龍の古語であり、意加美や淤加美とも書かれる。
神武天皇（初代天皇の彦火火出見尊）は、海神の竜宮に住む八尋和邇の豊玉姫や玉依姫などの女系子孫の竜であり、神話では妃に竜を迎え入れる構図をとって竜が中国の支配者である皇帝を表すのとは対照的な思想である。また、出雲など日本海を中心に渡って高志(後に越)の八岐大蛇に、海、川、山などの自然崇拝を比喩して語っており、天孫から降りてた海の神を司る国津神の素戔男尊が八岐大蛇を裂いて取り出した剣は、日本の天皇が表す竜の化身として天皇の証とした。天皇がこの竜の剣を用い、竜の剣は守り神とされて祭られている。海の神の素戔男尊に係り、また、国譲りなどにともなう大国主神、大物主神、建御名方神など等は、海神の竜の姿とされた。

### 自然

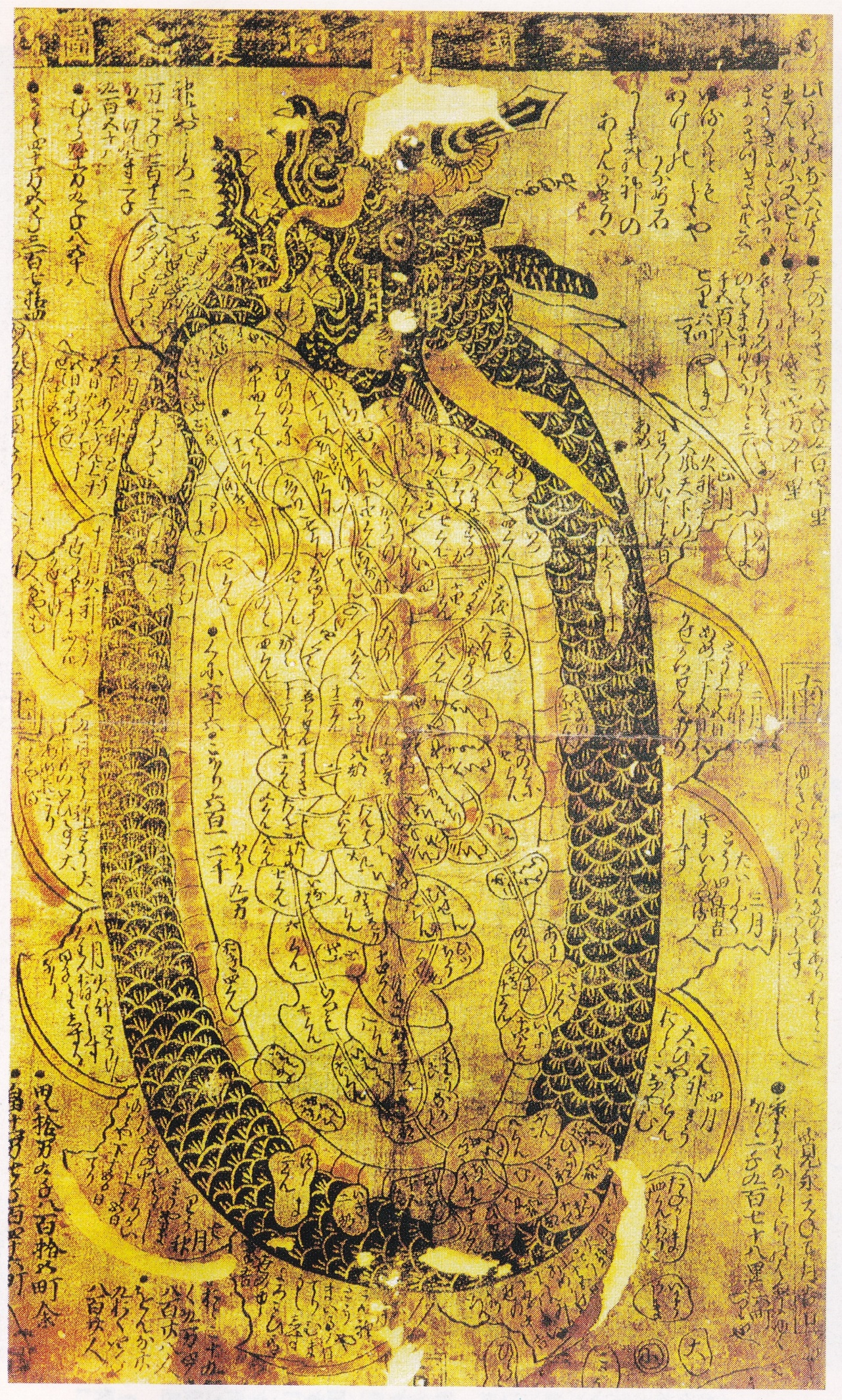
「大日本国地震之図」（1624年）

海、川、山、炎、風、雲など、自然の姿や力を竜に擬え信仰の対象としてきた。また、竜神の住む海の宮を竜宮とするなど、竜とつく名や言葉も、裏にする名や言葉も多く深い信仰を表している。蜃気楼には蛟竜などの竜宮・霊亀の蓬萊山が現れて吉祥とされている。鯉の滝登りなど蛟竜を表す。

### 竜神
竜神は竜王、竜宮の神、竜宮様とも呼ばれ、水を司る水神として日本各地で祀られる。竜神が棲むとされる沼や淵で行われる雨乞いは全国的にみられる。漁村では海神とされ、豊漁を祈願する竜神祭が行われる。場所によっては竜宮から魚がもたらされるという言い伝えもある。ホタルイカは竜宮の使いと云われる。一般に、蛟など日本の竜神信仰の基層には蛇神信仰があると想定されている。
また、「竜神が鐘を好む」という伝説も日本各地に残る。例えば尾上神社（兵庫県加古川市）の鐘については次のような話が伝わる。応仁の乱の頃、この寺の鐘が海賊に盗まれた。鐘を載せた船が足摺岬沖にさしかかると、穏やかだった海が突如、大荒れになった。乗組員たちは海底の竜神が鐘を欲しがっているためと考え、泣く泣く鐘を海中へ投じた。すると海は途端に凪いだ。その後、鐘は近隣の漁師に引き揚げられて、高野山へ奉納された。しかし、鐘が「おのえへ、去（い）のぉ（帰ろう）」とひとりでに鳴り出すので元の持ち主が分かり、ほどなく尾上神社へ戻されたという。

### 五竜
五行思想『書経』古代中国に端を発する自然哲学の思想から、四神・五獣、五竜が置かれた。高松塚古墳などに描かれた紫微垣をまもる四獣の壁画に青竜の姿が現れる。高句麗様式の影響をうけている。
日本各地に、青竜、赤竜、黄竜、白竜、黒竜、五竜の伝承へと広まりをみせ現在に至る。

### 仏教

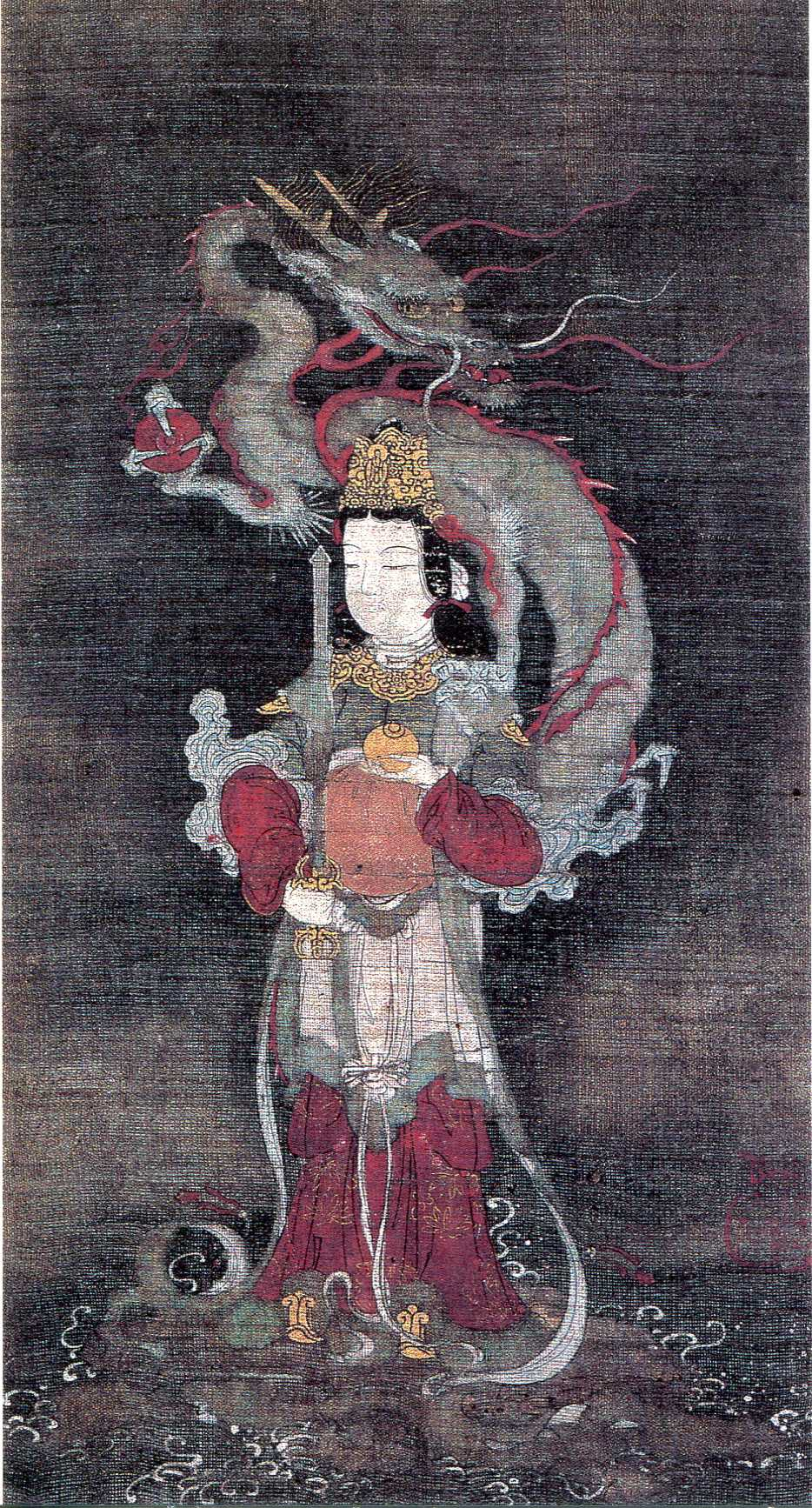
長谷川等伯による善女竜王像（安土桃山時代、七尾美術館蔵）

仏教では竜は八大竜王なども含めて仏法を守護する天竜八部衆のひとつとされ、恵みの雨をもたらす水神のような存在でもある。仏教の竜は本来インドのナーガであって、中国の竜とは形態の異なるものであるが、中国では竜と漢訳され、中国古来の竜と混同ないし同一視されるようになり、中国風の竜のイメージに変容した。日本にも飛鳥時代以降、中国文化の影響を受けた仏教の竜が伝わっている。
例えば、北の高志の八岐大蛇は、玄武と繋がり、また、八頭八尾だが岐が八つだから九頭とも謂れて、八大竜王の九頭竜と同化した結果、越国や信州の黒竜伝承、九頭竜伝承に置き換えられた。

### 剣
不動明王が手にする炎の剣は、俱利伽羅竜の化身とされる。剣を生んだ高志の八岐大蛇の腹に流れる赤い血は炎とされ、作刀鍛冶の火と考えられた。火の川の謂れとなって野たたら製鉄が行われた。越国では後に宇多刀、則重や義弘などの名のある作刀が行われ、特に、古来より出雲の斐伊川、日野川など付近の野たたら製鉄は有名で、吉備などに発展して大きな作刀の拠点となって栄えている。剣は炎の竜とされて中世には俱利伽羅竜が刻まれた剣は多く、兜にも竜を象り戦に臨んでいる。竈門の炎としても知られて、悪鬼退散などのご利益を与える。また、山々などの姿にも用いられ、劔・立山連峰などは竜山と読み替えられる。

### 浮世絵
尾形月耕の浮世絵『龍昇天』（月耕随筆）。富士山を背景に、雲の中を竜が昇ってゆくのを描いたもの。枠外左下に書いてある文字は以下の通り。 明治卅年十一月一日印刷同月五日発行印刷兼発行日本橋区吉川町二番地松木平吉。明治30年11月1日に印刷、同月5日に発行。松木平吉（日本橋区吉川町二番地）が印刷し、発行した。

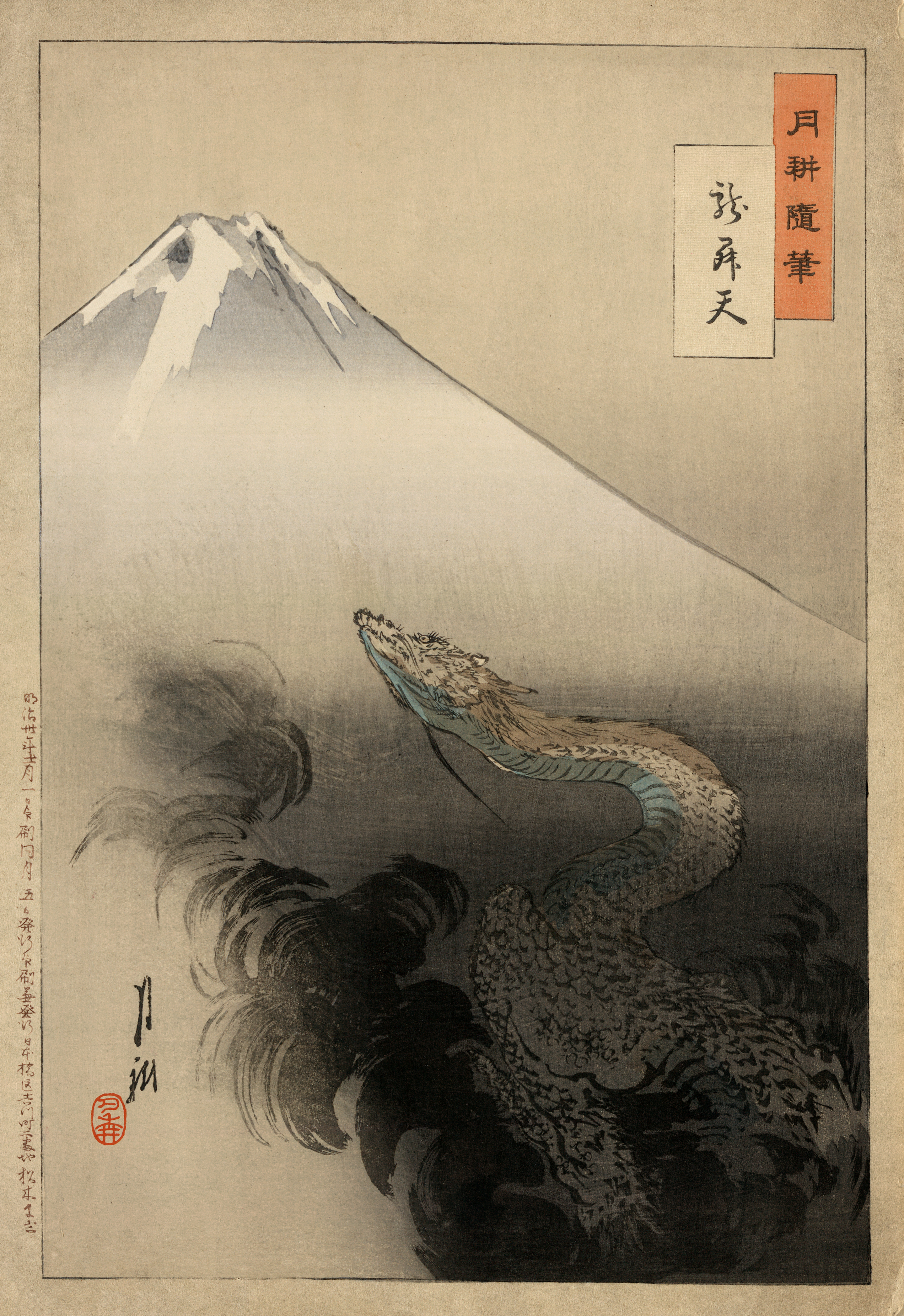
「龍昇天」（『月耕随筆』）、尾形月耕
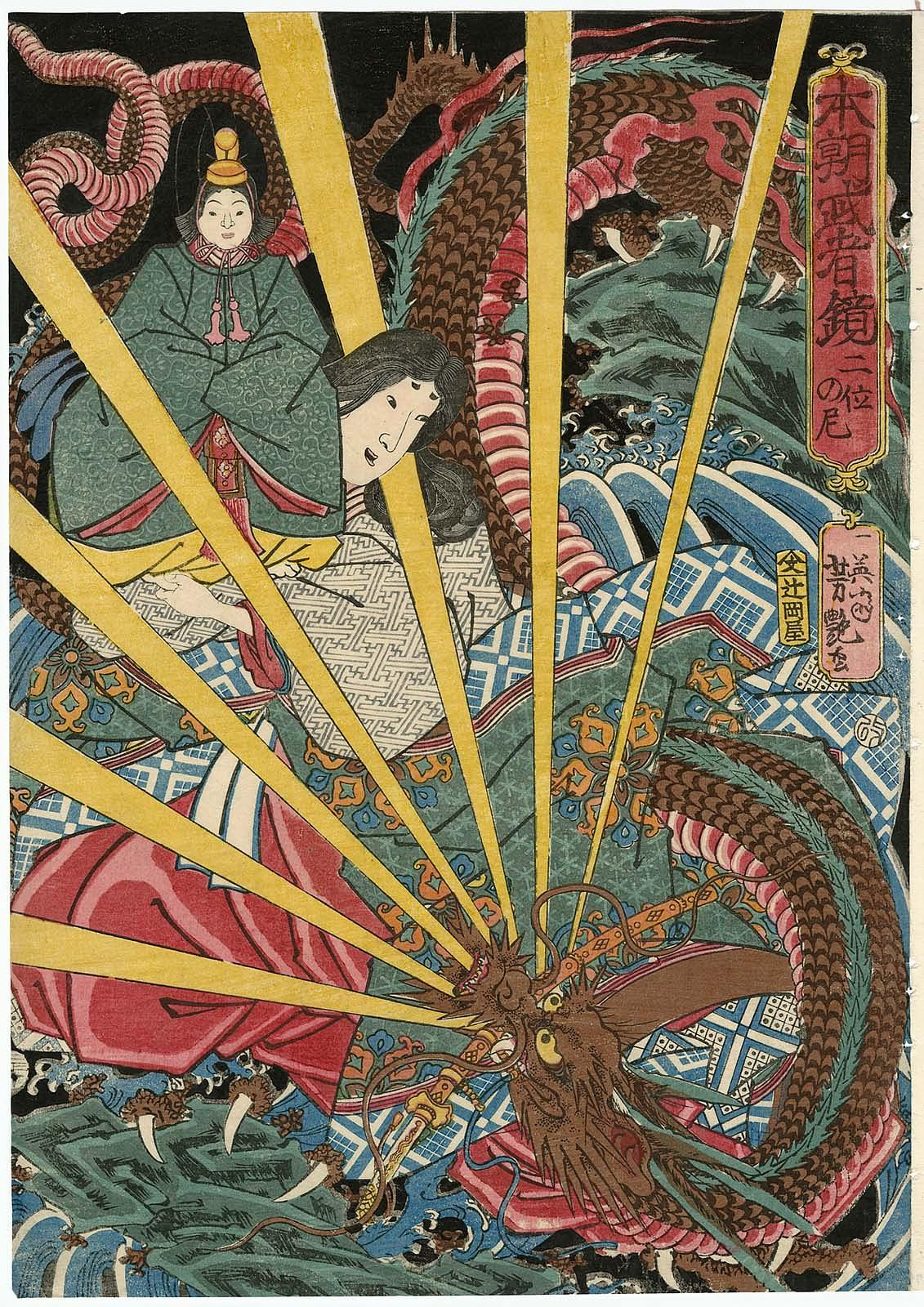
本朝武者鏡 二位の尼 ボストン美術館他蔵 大判 安政3年（1856年）10月

### 民話

泉小太郎と犀竜

江の島の伝説にある鎌倉の湖に棲む五頭竜は、悪事を行っていたが心を入れ替えて民の守護者となる。「黒姫伝説」の黒竜は、大名の姫君に恋慕するも阻まれて逆上し、嵐を呼んで人里をのみ込もうとする。「三湖伝説」の八郎太郎は、害をなした竜でありながら調伏されない。「泉小太郎伝説」の犀竜は人間の味方となる。「印旛沼の竜伝承」では、竜は人間を守ったがゆえに竜王に罰せられて殺される。上記の三湖伝説での辰子姫のように、人間が竜になる説話もある。
蛇や鯉など鱗を持つ生き物が竜になるという伝承の他、キツネや馬等が変化するという昔話等も存在する。

### 各地の竜と神社仏閣
- 九頭竜伝承 - 九頭竜は日本各地に祀られている。ヴァースキの項も参照のこと。
- 八大竜王 - 和泉葛城山八大竜王神社、竹生島など。
- 高龗神‐大山祇神社、丹生川上神社上社、貴船神社、毛谷黒龍神社、大山阿夫利神社
- 闇龗神‐丹生川上神社下社、賀久留神社
- 罔象女神‐丹生川上神社中社、岡太神社
- 闇罔象神‐劔神社、賀久留神社
- 若宇加能売命‐廣瀬大社
- 五頭竜 - 鎌倉、龍口明神社
- 青竜 - 清瀧権現。秩父神社（つなぎの竜）。
- 赤竜 - 七面天女（紅竜の姿を顕したという）、山梨県七面山敬慎院
  - 伊豆山神社 - 伝承では伊豆山神社が竜の頭で、芦ノ湖・箱根神社が竜の尻尾とも言われている
- 白竜 - 箱根神社、龍田大社
  - 白竜・九頭竜神社 - 箱根神社からさらに西へ入ったところにある。徒歩、船等で行く
  - 白龍神社 - 名古屋にある
  - 白龍神社‐龍田大社摂社
  - 彦瀧大明神（ひこたき） - 女性特有の病や安産の神として知られ、御神体は白蛇
  - 弁財天白龍王大権現 - 福井県永平寺にある弁財天と白蛇の神社（権現）
- 黒竜 - 和泉葛城山など。北陸地方にも多数ある。
- 黄竜  - 黄龍寺（愛知県名古屋市南区）。毎年1月4日黄龍天満宮として、菅原道真公御真筆が開帳され、厄災消除・家内繁栄・入試合格など行っている。
- 金竜 - 浅草寺。浅草寺の山号は「金龍山」。お守りも黄色い袋に金の刺繡で竜。磐船神社も金竜を祀っている。
- 紫竜 - 三重県菰野にある福王山神社に「紫龍」の文字のみを掘り込んだ石碑がある。
- 諏訪大明神 - 『諏訪大明神絵詞』によれば、諏訪大明神は竜体・蛇体をとって国難の際に現れたという[18]。

水木しげるロードの竜の像（鳥取県境港市）
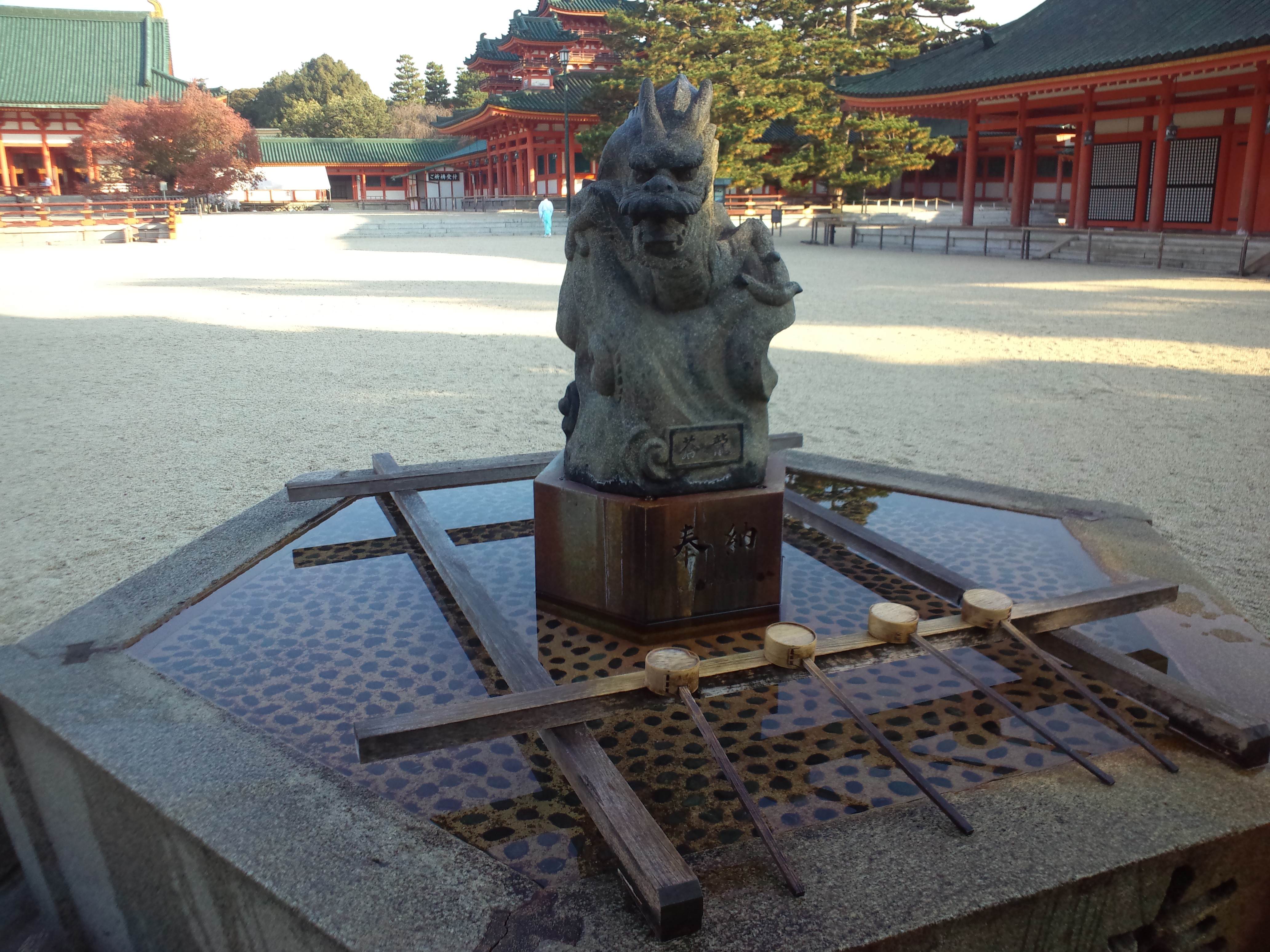
蒼龍の手水舎（平安神宮、京都市）

## 沖縄文化の竜
かつて琉球王国があった沖縄では、中国の竜とほぼ同じような中国的な竜が一般的である。首里城には竜の装飾が数多くみられる。

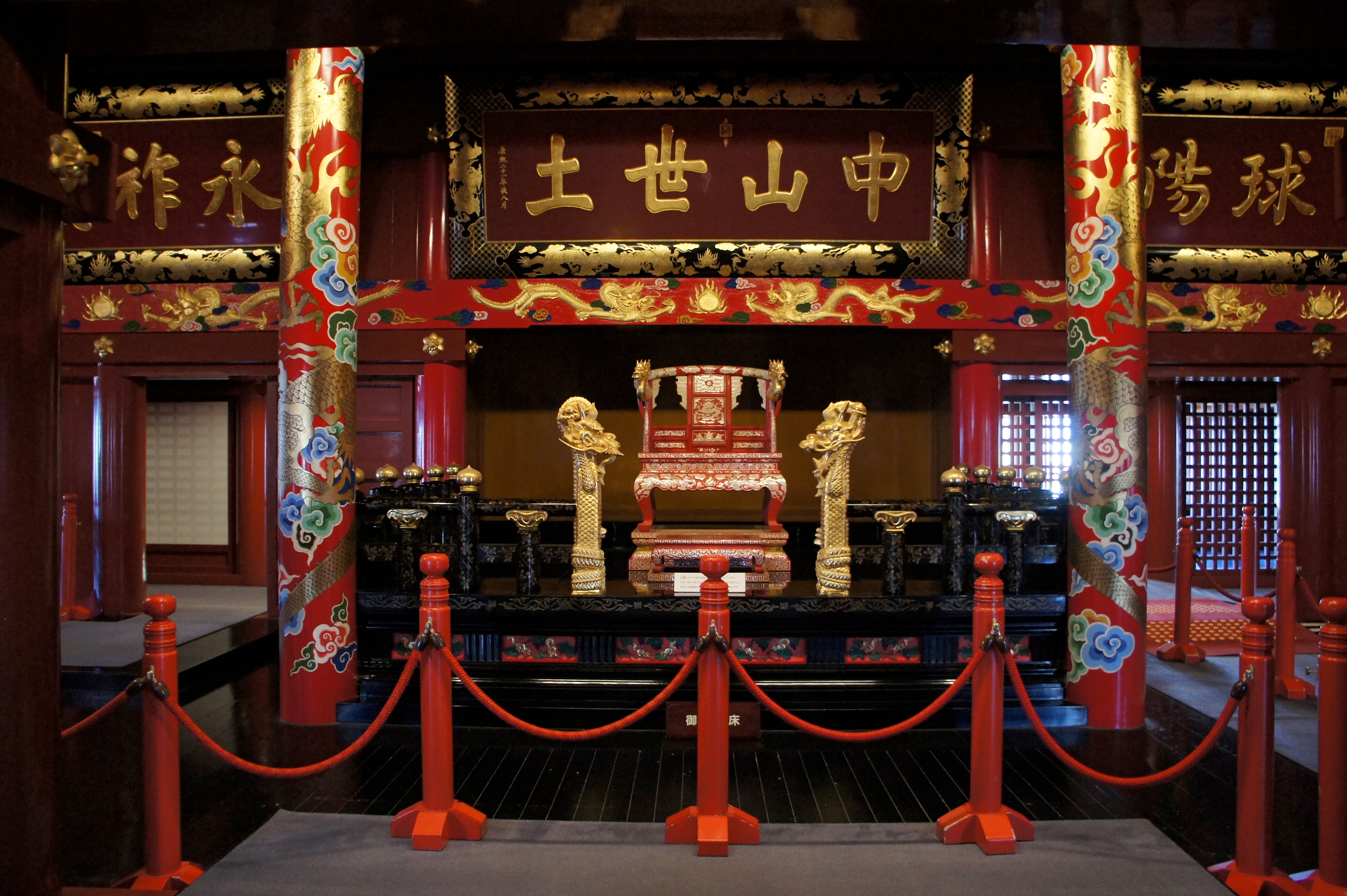
首里城玉座

沖縄では竜宮信仰が根強く残っており、竜宮の神は豊穣信仰と深く結びついている。沖縄の竜伝承は中国大陸に起源をもつものが多いが、地元の民間伝承として定着している。丸山顯德は以下のような沖縄の竜の民話を紹介している。
- 人に見られることなく千年間生きて竜に成ろうとするところを人に見られてしまう蛇の話。それを見た人は、内緒にしてくれたら裕福にしてやると蛇に言われ、黙っていると約束する。はたして男は金持になったが、うっかり約束を破ってしまい、元の貧乏人に戻る[22]。
- 天をだまして雨を降らせ、後で竜神から懲罰を受ける話[23]。
- 美女をさらう七つ頭の蛇を退治すべく、七つの樽に芋酒を入れ、樽酒に美女が映るようにして泥酔させてから切り殺したという話（津堅島の行事「マータンコー」の由来）[† 1][24]。
- 竜の眼病を治した医者の波瀾万丈の物語[25]。

## その他

### 寺院
日本国内の3箇所の寺院、京都府の相国寺、栃木県の日光東照宮の薬師堂、長野県の妙見寺には、「鳴竜」などと呼ばれる仕掛がある。これは、堂宇の天井に描かれた大きな竜の絵の真下で拍子木を打ったり拍手をすると、定在波によりパァァーンと響き、それが竜が鳴いているように聞こえるというものである。かつて青森県の竜泉寺にもこの鳴竜があったが、焼失している。

### 将棋
将棋で竜とは飛車が成った駒である竜王の略称。ちなみに角行の成ったものは竜馬（りゅうま）であるが、こちらの略称は馬（うま）。

### 現代文化

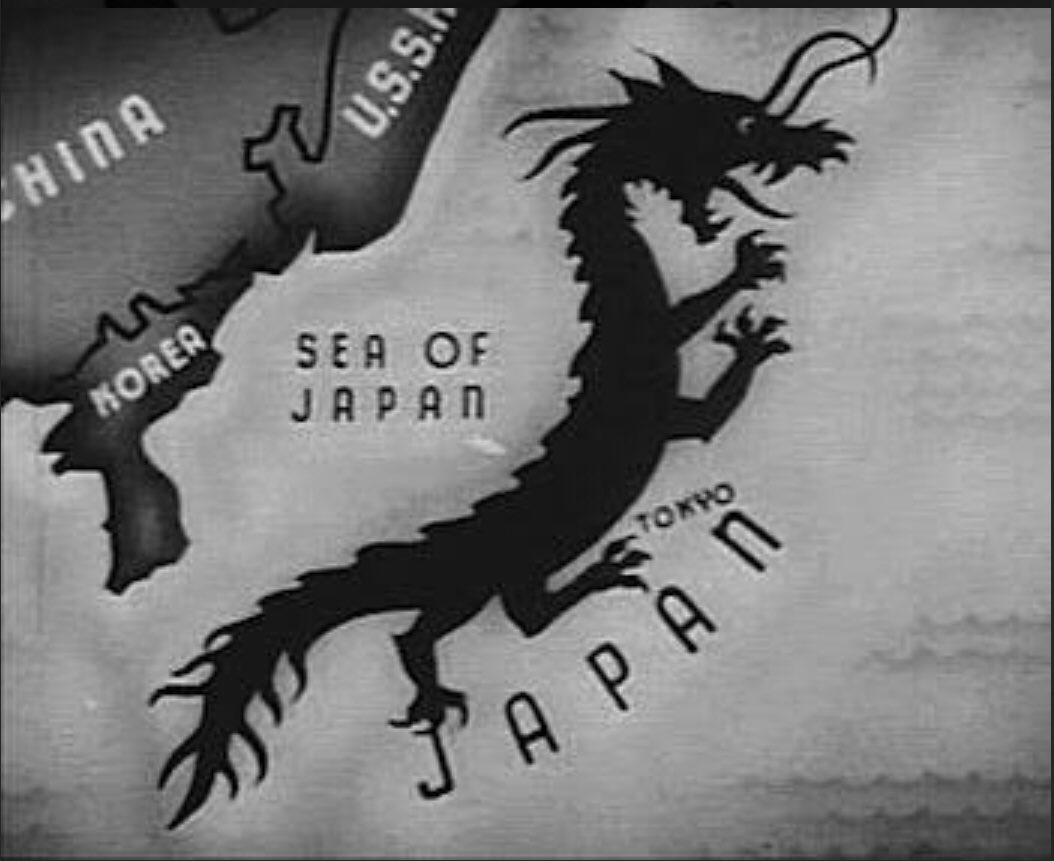
米国映画『戦争の序曲』 (1942)の日本列島の比喩

日本列島はその形状から竜と称されることがあり、例えば「日本沈没」（小松左京）では物語終盤の日本が沈没する節に竜の死というタイトルが付けられている。同じく小松左京による短編小説「日本漂流」では、日本列島の下には本当に竜がいて、それをうっかり突いたために、日本が世界中を泳ぎ回る。同作では Archultragigantonamasaurus nipponicus という名が与えられていた。
『龍の子太郎』は松谷みよ子の児童文学作品である。

### 名前の一部に竜を含む生物
竜（りゅう、たつ）の名を持つ生物を挙げる。特にタツノオトシゴはその形があまりにも魚らしくなく、顔立ちが竜に似るとして、辰年の干支の絵柄としても使われることが多い。
- タツノオトシゴ、タツノイトコ
- リュウノヒゲモ
- リュウゼツラン
- タツノツメガヤ
- リュウグウノツカイ